# Christophe Bourret

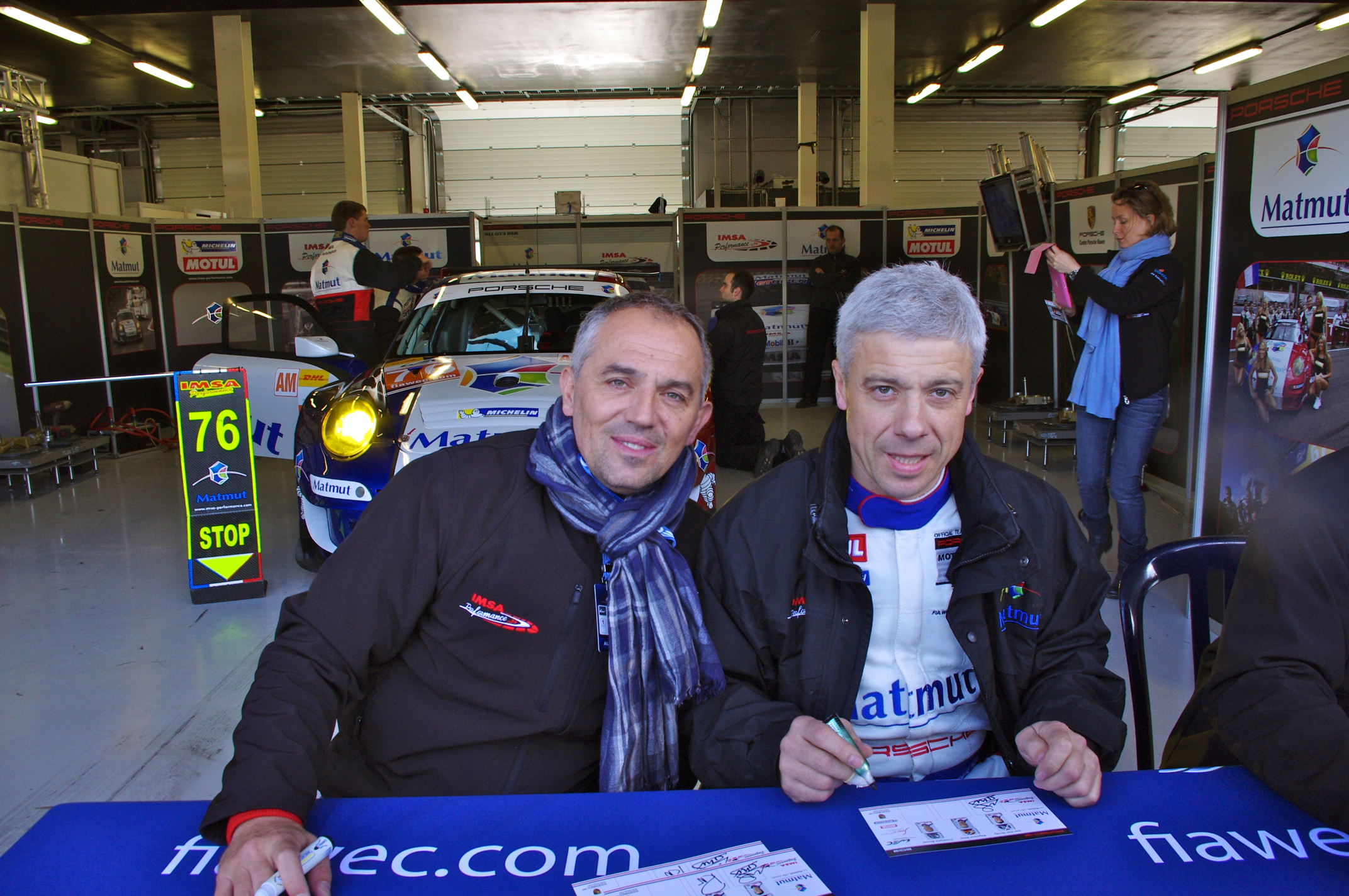
Christophe Bourret (links) und Raymond Narac während der Autogrammstunde im Rahmen des 6-Stunden-Rennens von Silverstone 2013

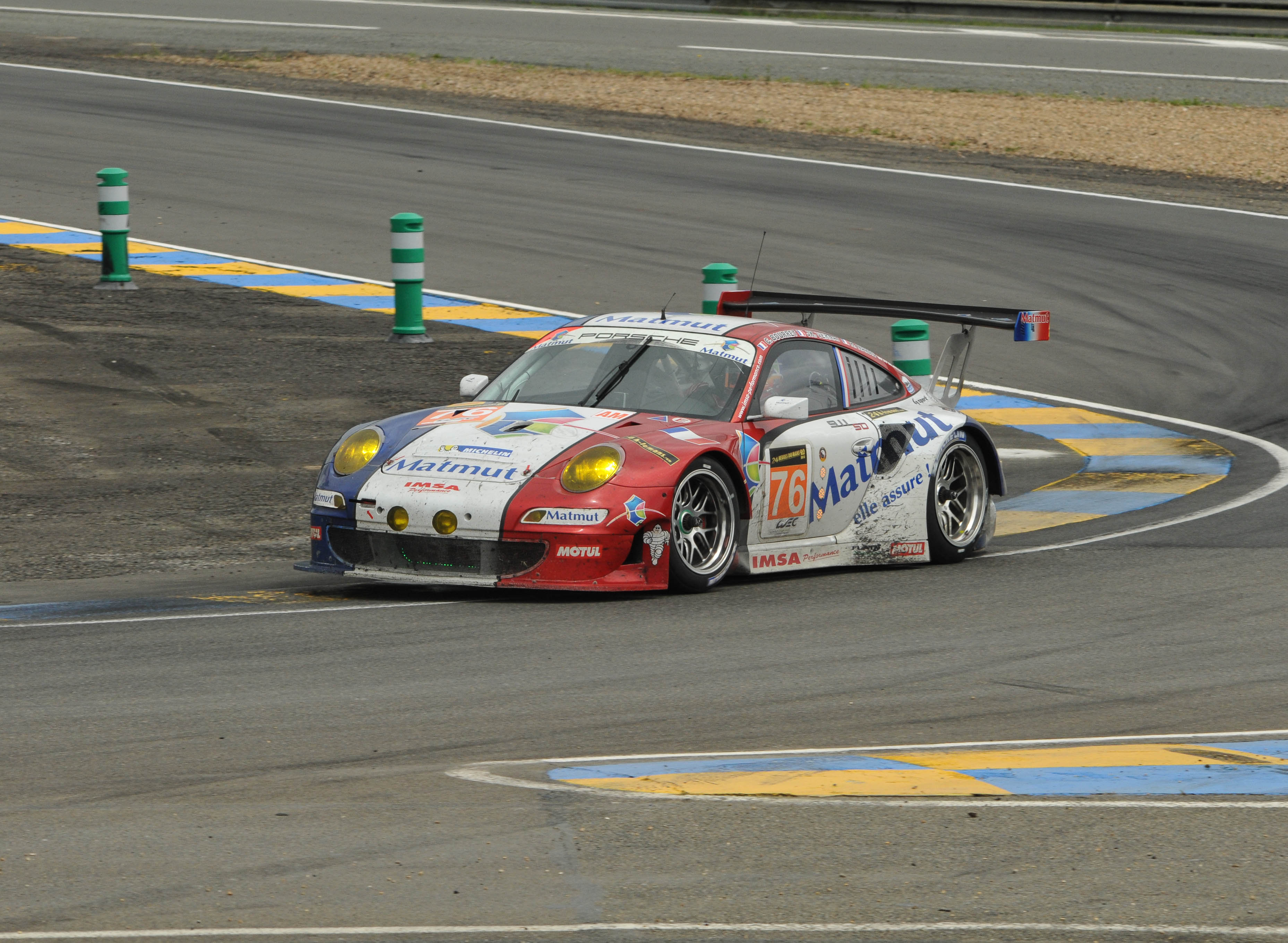
Der Porsche 997 GT3-RSR von Jean Karl Vernay, Raymond Narac und Christophe Bourret 2013 in Le Mans

Christophe Louis Bourret (* 22. Oktober 1967 in Enghien-les-Bains) ist ein französischer Autorennfahrer und Unternehmer.

## Karriere im Motorsport
Der vermögende Christophe Bourret bestreitet Autorennen als Amateur-Rennfahrer. Im Unterschied zu Profipiloten, die für ihre Einsätze bezahlt werden, bezahlt Bourret für seine Rennstarts selbst oder sorgt durch Beziehungen zu den jeweiligen Sponsoren für die finanzielle Ausstattung der Rennteams, für die er gemeldet ist. Seine Karriere begann 2009 in der V de V-Challenge-Serie und führte 2010 in die FIA-GT3-Europameisterschaft. Die V de V-Challenge-Endurance-GT-Serie 2011 beendete er hinter Teamkollegen Anthony Pons als Fahrer für Imsa Performance Matmut, dem Team seines Freundes Raymond Narac, als Gesamtzweiter.
Im selben Jahr gab er auch sein Debüt beim 24-Stunden-Rennen von Le Mans. Mit den Partnern Jean-Philippe Belloc und Pascal Gibon beendete er das Rennen auf einem Porsche 997 GT3 RSR an der 21. Stelle der Gesamtwertung. In den folgenden Jahren war er in der FIA-Langstrecken-Weltmeisterschaft, der European Le Mans Series und der Blancpain Endurance Series aktiv. Sein bislang größter internationaler Erfolg war der Sieg in der LMGTE-Am-Klasse (mit den Teamkollegen Narac und  Jean Karl Vernay) beim 24-Stunden-Rennen von Le Mans 2013.

## Unternehmer
Christophe Bourret ist einer der Gründer und Geschäftsführender Gesellschafter von ADI, einem auf französischen Versicherungen auf Gegenseitigkeit basierenden Hedgefonds.

## Statistik

### Le-Mans-Ergebnisse
| Jahr | Team                    | Fahrzeug                | Teamkollege          | Teamkollege      | Platzierung             | Ausfallgrund |
| ---- | ----------------------- | ----------------------- | -------------------- | ---------------- | ----------------------- | ------------ |
| 2011 | Larbre Compétition      | Porsche 997 GT3 RSR     | Jean-Philippe Belloc | Pascal Gibon     | Rang 21                 |              |
| 2012 | Larbre Compétition      | Chevrolet Corvette C6.R | Jean-Philippe Belloc | Pascal Gibon     | Rang 28                 |              |
| 2013 | IMSA Performance Matmut | Porsche 997 GT3-RSR     | Raymond Narac        | Jean Karl Vernay | Rang 25 und Klassensieg |              |

### Sebring-Ergebnisse
| Jahr | Team               | Fahrzeug                  | Teamkollege          | Teamkollege  | Platzierung | Ausfallgrund |
| ---- | ------------------ | ------------------------- | -------------------- | ------------ | ----------- | ------------ |
| 2012 | Larbre Compétition | Chevrolet Corvette C6-ZR1 | Jean-Philippe Belloc | Pascal Gibon | Rang 29     |              |

### Einzelergebnisse in der FIA-Langstrecken-Weltmeisterschaft
| Saison | Team                    | Rennwagen               | 1   | 2   | 3   | 4   | 5   | 6   | 7   | 8   |
| ------ | ----------------------- | ----------------------- | --- | --- | --- | --- | --- | --- | --- | --- |
| 2012   | Larbre Compétition      | Chevrolet Corvette C6.R | SEB | SPA | LEM | SIL | SAO | BAH | FUJ | SHA |
| 2012   | Larbre Compétition      | Chevrolet Corvette C6.R | 29  | DNF | 28  | 29  | 21  | 22  | 24  | 23  |
| 2013   | IMSA Performance Matmut | Porsche 997 GT3-RSR     | SIL | SPA | LEM | SAO | AUS | FUJ | SHA | BAH |
| 2013   | IMSA Performance Matmut | Porsche 997 GT3-RSR     | 26  | 27  | 25  | 17  |     |     |     |     |